# Local government area del Victoria

Le Local Government Area dello Stato di Victoria

Le Local Government Area dello Stato di Victoria in Melbourne

Segue una lista delle Local Government Area nello Stato di Victoria, in Australia.

## Municipalità dell'area metropolitana di Melbourne
- Città di Banyule
- Città di Bayside
- Città di Boroondara
- Città di Brimbank
- Contea di Cardinia
- Città di Casey
- Città di Darebin
- Città di Doncaster e Templestowe
- Città di Frankston
- Città di Glen Eira
- Città di Greater Dandenong
- Città di Hobsons Bay
- Città di Hume
- Città di Kingston
- Città di Knox
- Città di Manningham
- Città di Maribyrnong
- Città di Maroondah
- Città di Melbourne
- Città di Melton
- Città di Monash
- Città di Moonee Valley
- Città di Moreland
- Contea di Mornington Peninsula (vedi anche Mornington Peninsula)
- Contea di Nillumbik
- Città di Port Phillip
- Città di Stonnington
- Città di Whitehorse
- Città di Whittlesea
- Città di Wyndham
- Città di Yarra
- Contea di Yarra Ranges

## Città regionali
- Città Rurale di Ararat
- Città di Ballarat (vedi anche Ballarat)
- Città di Greater Bendigo (vedi anche Bendigo)
- Città Rurale di Benalla
- Città di Greater Geelong (vedi anche Geelong)
- Città di Greater Shepparton (vedi anche Shepparton)
- Città Rurale di Horsham
- Città di Latrobe
- Città Rurale di Mildura (vedi anche Mildura)
- Borough di Queenscliffe
- Città Rurale di Swan Hill (vedi anche Swan Hill)
- Città Rurale di Wangaratta (vedi anche Wangaratta)
- Città di Warrnambool (vedi anche Warrnambool)
- Città di Wodonga (vedi anche Wodonga)

## ConteeShiresrurali
- Contea di Alpine
- Contea di Bass Coast
- Contea di Baw Baw
- Contea di Buloke
- Contea di Campaspe
- Contea di Central Goldfields
- Contea di Colac Otway
- Contea di Corangamite
- Contea di East Gippsland
- Contea di Gannawarra
- Contea di Glenelg
- Contea di Golden Plains
- Contea di Hepburn
- Contea di Hindmarsh
- Contea di Indigo
- Contea di Loddon
- Contea di Macedon Ranges
- Contea di Mansfield
- Contea di Mitchell
- Contea di Moira
- Contea di Moorabool
- Contea di Mount Alexander
- Contea di Moyne
- Contea di Murrindindi
- Contea di Northern Grampians
- Contea di Pyrenees
- Contea di South Gippsland
- Contea di Southern Grampians
- Contea di Strathbogie
- Contea di Surf Coast
- Contea di Towong
- Contea di Wellington
- Contea di West Wimmera
- Contea di Yarriambiack